# Губерский, Леонид Васильевич
Леонид Васильевич Губерский (укр. Леонід Васильович Губерський; род. 4 октября 1941, Миргород) — ректор Киевского национального университета имени Тараса Шевченко с 28 октября 2008 по 29 октября 2020 (с 6 мая по 27 октября 2008 и с 30 октября 2020 по 29 апреля 2021 — исполняющий обязанности ректора).
Доктор философских наук (1992), профессор (1989), академик НАН Украины (2003, член-корреспондент с 1997), член-корреспондент АПН Украины (1995), академик Академии наук высшей школы Украины, заслуженный работник народного образования Украины (1997), директор Института международных отношений Киевского национального университета имени Тараса Шевченко (1994—2008), Герой Украины (2009), Заслуженный работник народного образования Украины (1996). Лауреат Государственных премий Украины в области науки и техники (2018) и образования (2013).
Лауреат премии Академическое недостоинство 2017 в номинации «Токсичный ректор».

## Биография

### Образование
Окончил Киевский университет им. Т. Шевченко (1969), философский факультет; в 1972 году — аспирантуру там же. Кандидат наук (1975), доктор наук (1992) — тема докторской диссертации: «Идеология как социокультурный феномен».

### Деятельность
- 1961−1964 — служба в Советской Армии.
- 1964−1969 — студент; 1969−1972 — аспирант; 1972−1974 — ассистент Киевского университета им. Т. Шевченко.
- 1976−1978 — преподаватель-консультант Центрального университета Республики Куба.
- 1974−1981 — старший преподаватель; 1978−1980 — заместитель декана философского факультета; 1982−1988 — проректор по международным связям; 1981−1989 — доцент; с 1989 — профессор; 1988−1994 — проректор по учебной работе; 1994−1997  — заведующий кафедрой отраслевой социологии факультета социологии и психологии; с 1997  — заведующий кафедрой философии гуманитарных наук; 1994−2008 — проректор, директор Института международных отношений Киевского национального университета им. Т. Шевченко.[4]

С 6 мая 2008 г. по 29 апреля 2021 г. ректор Киевского национального университета им. Т. Шевченко.
В августе 2011 года было обнародовано так называемое «письмо десятерых» — письмо украинской интеллигенции в поддержку политики Президента Украины Виктора Януковича. Одним из десяти подписантов был Леонид Губерский.
20 октября 2015 года Леонид Губерский был переизбран на должность ректора Киевского национального университета имени Тараса Шевченко. Согласно сообщению пресс-службы Центральной избирательной комиссии по проведению выборов ректора ему, за Губерского проголосовал 2171 избиратель. Всего в выборах приняли участие 3054 человека, что составляет 80,4 % от общего количества избирателей университета. Подобные выборы прошли впервые, на них голосовали все научные, научно-педагогические и педагогические штатные работники университета, а также представители студенчества и другие штатные сотрудники, избранные путём тайного голосования.
В октябре 2020 года у Губерского Леонида закончилась каденция и Министерство образования Украины назначило его исполняющим обязанности ректора КНУ им. Т. Шевченко.
Имеет дипломатический ранг — Чрезвычайный и полномочный посол Украины (присвоен в сентябре 2001). Владеет испанским языком.

## Награды и звания
- Герой Украины с вручением ордена Державы (27 октября 2009 года) — за выдающийся личный вклад в укрепление образовательно-научного потенциала Украины, повышение престижа национального образования, подготовку высококвалифицированных специалистов, многолетнюю плодотворную научную и педагогическую деятельность[8].
- Орден Свободы (22 января 2013 года) — за значительный личный вклад в социально-экономическое, научно-техническое, культурно-образовательное развитие Украинского государства, весомые трудовые достижения, многолетний добросовестный труд[9].
- Орден князя Ярослава Мудрого IV степени (9 сентября 2004 года) — за заслуги в развитии национального образования, подготовку высококвалифицированных специалистов, многолетнюю плодотворную научную и педагогическую деятельность и по случаю 170-летия Киевского национального университета имени Тараса Шевченко[10].
- Орден князя Ярослава Мудрого V степени (14 сентября 1999 года) — за весомый личный вклад в подготовку высококвалифицированных специалистов, многолетнюю плодотворную научную и педагогическую деятельность[11].
- Награждён пятью медалями.
- Заслуженный работник народного образования Украины (11 марта 1996 года) — за значительный личный вклад в развитие национального образования, внедрения новых методов обучения и воспитания молодёжи[12].
- Командор ордена «За заслуги перед Итальянской Республикой» (28 октября 1996 года, Италия)[13].
- Командор ордена Звезды Италии (4 сентября 2014 года, Италия)[14].
- Командор ордена Заслуг (16 апреля 1998 года, Португалия)[15].
- Кавалер ордена Заслуг перед Республикой Польша (17 сентября 2012 года, Польша)[16].
- Имеет государственные награды Болгарии (1997), Грузии (2004).
- Государственная премия Украины в области науки и техники 2017 года (19 мая 2018 года) — за работу «Цивилизационный выбор Украины и социальный прогресс»[17].
- Государственная премия Украины в области образования 2013 года (4 октября 2013 года) — за цикл научных работ «Философия образования: поиск приоритетов»[18].
- Лауреат премии им. Д. И. Чижевского Национальной академии наук Украины.
- Почётный доктор Благоевградского университета (2000, Болгария).
- Почётный гражданин города Миргород.
- Грамота Содружества Независимых Государств (5 декабря 2012 года) — за активную работу по укреплению и развитию Содружества Независимых Государств[19][20].